# Европско првенство у атлетици у дворани 2013 — 3.000 метара за мушкарце
Такмичење у трчању на 3.000 метара у мушкој конкуренцији на Европском првенству у атлетици у дворани 2013. у Гетеборгу је одржано 1. и 2. марта у спортској дворани Скандинавијум.
Титулу освојену 2011. у Паризу, није бранио Мохамед Фара из Уједињеног Краљевства.
На такмичењу је оборено 6 личних рекорда и 3 најбоља лична резултата сезоне.

## Земље учеснице
Учествовала су 22 атлетичара из 13 земаља.
| - Азербејџан (1) - Белгија (1) - Француска (2) - Мађарска (2) - Ирска (3) | - Италија (1) - Норвешка (2) - Пољска (1) - Русија (1) | - Шпанија (3) - Шведска (2) - Турска (2) - Украјина (1) |

## Рекорди

### Рекорди пре почетка Европског првенства 2013.
| Рекорди пре почетка Европског првенства 2013. | Рекорди пре почетка Европског првенства 2013. | Рекорди пре почетка Европског првенства 2013. | Рекорди пре почетка Европског првенства 2013. | Рекорди пре почетка Европског првенства 2013. | Рекорди пре почетка Европског првенства 2013. |
| --------------------------------------------- | --------------------------------------------- | --------------------------------------------- | --------------------------------------------- | --------------------------------------------- | --------------------------------------------- |
| Светски рекорд                                | Данијел Комен                                 | Кенија                                        | 7:24,90                                       | Будимпешта, Мађарска                          | 6. фебруар 1998                               |
| Европски рекорд                               | Серхио Санчез                                 | Шпанија                                       | 7:32,41                                       | Валенсија, Шпанија                            | 13. фебруар 2010                              |
| Рекорди европских првенстава                  | Мохамед Фара                                  | Уједињено Краљевство                          | 7:40,17                                       | Торино, Италија                               | 7. март 2009                                  |
| Најбољи светски резултат сезоне у дворани     | Гален Рап                                     | Сједињене Америчке Државе                     | 7:30,16                                       | Стокхолм, Шведска                             | 21. фебруар 2013                              |
| Најбољи европски резултат сезоне у дворани    | Хајле Ибрахимов                               | Азербејџан                                    | 7:39,59                                       | Стокхолм, Шведска                             | 21. фебруар 2013                              |

### Најбољи европски резултати у 2013. години
Десет најбољих европских такмичара на 3.000 метара у дворани 2013. године пре почетка првенства (1. марта 2013), имали су следећи пласман на европској и светској ранг листи. (СРЛ)
| 1  | Хајле Ибрахимов        | Азербејџан           | 7:39,59 | 21. фебруар | 9. СРЛ  |
| 2  | Мохамед Фара           | Уједињено Краљевство | 7:42,00 | 16. фебруар | 16. СРЛ |
| 3  | Маједин Мехиси-Бенабад | Француска            | 7:43,72 | 8. фебруар  | 20. СРЛ |
| 4  | Бубдела Тахри          | Француска            | 7:44,18 | 21. фебруар | 22. СРЛ |
| 5  | Флоријан Карваљо       | Француска            | 7:45,77 | 16. фебруар | 23. СРЛ |
| 6  | Јоан Ковал             | Француска            | 7:46,72 | 2. фебруар  | 24. СРЛ |
| 7  | Валентин Смирнов       | Русија               | 7:47,01 | 12. фебруар | 26. СРЛ |
| 8  | Симон Денисел          | Француска            | 7:47,16 | 10. фебруар | 27. СРЛ |
| 9  | Јегор Николајев        | Русија               | 7:47,57 | 12. фебруар | 28. СРЛ |
| 10 | Андреј Сафронов        | Русија               | 7:48,49 | 12. фебруар | 30. СРЛ |

Такмичарке чија су имена подебљана учествују на ЕП 2013.

## Сатница
| Датум         | Време | Коло          |
| ------------- | ----- | ------------- |
| 1. март 2013  | 12:35 | Квалификације |
| 2. март 2013. | 18:20 | Финале        |

## Победници
|                             |                            |                           |
| Хајле Ибрахимов, Азербејџан | Хуан Карлос Игеро, Шпанија | Кијаран O'Лионаирд, Ирска |

## Резултати

### Квалификације
Атлетичари су били подељени у две групе по 11. За финале су се директно квалификовалла по 4 првопласирана из обе групе (КВ) и још четири према постигнутом резултату (кв).
| Место | Група | Атлетичарка             | Земља      | ЛР      | ЛРС     | Резултат | Белешка |
| ----- | ----- | ----------------------- | ---------- | ------- | ------- | -------- | ------- |
| 1     | 2     | Хајле Ибрахимов         | Азербејџан | 7:39,59 | 7:39,59 | 7:50,55  | КВ      |
| 2     | 1     | Ciarán Ó Lionáird       | Ирска      | 7:53,69 | 7:53,69 | 7:55,12  | КВ      |
| 3     | 1     | Флоријан Карваљо        | Француска  | 7:45,77 | 7:45,77 | 7:55,58  | КВ      |
| 4     | 2     | Јоан Ковал              | Француска  | 7:44,26 | 7:46,72 | 7:55,61  | КВ      |
| 5     | 1     | Полат Кембоји Арикан    | Турска     | 7:42,49 | 7:51,84 | 7:55,64  | КВ      |
| 6     | 1     | Хенрик Ингебригстен     | Норвешка   | -       | -       | 7:55,77  | КВ      |
| 7     | 2     | Роберто Алаиз           | Шпанија    | 7:53,99 | 7:53,99 | 7:55,82  | КВ      |
| 8     | 1     | Lander Tijtgat          | Белгија    | 7:56,53 | 7:56,53 | 7:55,93  | кв, ЛР  |
| 9     | 2     | Хуан Карлос Игеро       | Шпанија    | 7:48,46 | 7:49,55 | 7:55,98  | КВ      |
| 10    | 2     | Халил Акаш              | Турска     | 7:45,74 | 7:58,30 | 7:56,08  | кв, ЛРС |
| 11    | 1     | Adil Bouafif            | Шведска    | 7:54,95 | 7,55,86 | 7:58,29  | кв, ЛРС |
| 12    | 1     | Андреј Сафронов         | Русија     | 7:48,49 | 7:48,49 | 7:59,17  | кв      |
| 13    | 2     | Матеуш Демчишак         | Пољска     | 7:57,99 | 7:57,99 | 7:59,41  |         |
| 14    | 1     | Stephen Scullion        | Ирска      | 7:58,11 | 7:58,11 | 8:00,78  |         |
| 15    | 2     | Ханс Кристијан Флејстад | Норвешка   | 8:10,15 | 8:10,15 | 8:01,58  | ЛР      |
| 16    | 2     | Јохан Хиден             | Шведска    | 8:03,00 | 8:03,00 | 8:02,20  | ЛР      |
| 17    | 2     | Abdellah Haidane        | Италија    | 7:54,73 | 7:55,86 | 8:03,20  |         |
| 18    | 1     | Иван Стрепков           | Украјина   | 8:04,80 | 8:04,80 | 8:04,23  | ЛР      |
| 19    | 2     | Алберт Минцер           | Мађарска   | 7:59,59 | 7:59,59 | 8:17,25  |         |
| 20    | 2     | Џон Траверс             | Ирска      | 7:58,54 | 7;58,54 | 8:23,83  |         |
| -     | 1     | Барнабаш Бене           | Мађарска   | 7:54,17 | 8:05,91 | НЗ       |         |
| -     | 1     | Карлос Алонсо           | Шпанија    | 7:57,60 | 7:57,60 | Диск.    |         |

### Финале
Финале је почело у 18,10.
| Место | Атлетичарка          | Земља      | Резултат | Белешка |
| ----- | -------------------- | ---------- | -------- | ------- |
|       | Хајле Ибрахимов      | Азербејџан | 7:49,74  |         |
|       | Хуан Карлос Игеро    | Шпанија    | 7:50,26  |         |
|       | Ciarán O'Lionáird    | Ирска      | 7:50,40  | ЛР      |
| 4     | Јоан Ковал           | Француска  | 7:50,89  |         |
| 5     | Флоријан Карваљо     | Француска  | 7:53,23  |         |
| 6     | Халил Акаш           | Турска     | 7:54,89  | ЛРС     |
| 7     | Роберто Алаиз        | Шпанија    | 7:55,12  |         |
| 8     | Lander Tijtgat       | Белгија    | 7:55,59  | ЛР      |
| 9     | Adil Bouafif         | Шведска    | 7:59,81  |         |
| 10    | Полат Кембоји Арикан | Турска     | 8:00,72  |         |
| 11    | Хенрик Ингебригстен  | Норвешка   | 8:02,45  |         |
| 12    | Андреј Сафронов      | Русија     | 8:15,37  |         |